# Arcidiecéze mnichovsko-freisinská
Arcidiecéze mnichovsko-freisinská (lat. Archidioecesis Monacensis et Frisingensis, německy Erzbistum München und Freising) je římskokatolická arcidiecéze, která se nachází v Bavorsku na jihu Německa. Současným arcibiskupem je kardinál Reinhard Marx.

## Struktura
Sídlem arcibiskupa je Mnichov, který je zároveň metropolitou mnichovsko-freisinské církevní provincie se sufragánními diecézemi augsburskou, řezenskou a pasovskou. Celkové území arcidiecéze zaujímá přibližně 12 000 km2.
Sídelní katedrálou je v mnichovská katedrála Panny Marie („Frauenkirche“), konkatedrálou je katedrála Panny Marie a svatého Korbiniána ve Freisingu.

## Historie
Mnichovsko-freisinská arcidiecéze je poměrně mladá, vznikla v roce 1817 na základě bavorského konkordátu mezi Bavorským královstvím a Svatým stolcem.
V letech 1977–1982 byl zdejším arcibiskupem Joseph Ratzinger, pozdější papež Benedikt XVI.

## Arcibiskupové mnichovsko-freisinské arcidiecéze
- Lothar Anselm Freiherr von Gebsattel (1821–1846)
- Karl-August von Reisach (1846–1856)
- Gregor Leonhard Andreas von Scherr, O.S.B. (1856–1877)
- Antonius von Steichele (1978–1889)
- Antonius von Thoma (1889–1897)
- Franz Joseph von Stein (1897–1909)
- Franziskus von Bettinger (1909–1917)
- Michael von Faulhaber (1917–1952)
- Joseph Wendel (1952–1960)
- Julius Döpfner (1961–1976)
- Joseph Ratzinger (1977–1982)
- Friedrich Wetter (1982–2007)
- Reinhard Marx (od 2007)